# Distretto di Kolasib
Il distretto di Kolasib è un distretto del Mizoram, in India, di 60 977 abitanti. Il capoluogo è Kolasib.